# Nymphidium cachrus
Nymphidium cachrus is een vlindersoort uit de familie van de prachtvlinders (Riodinidae), onderfamilie Riodininae.
Nymphidium cachrus werd in 1787 beschreven door Fabricius.